# Direttore operativo
Il direttore operativo (in inglese chief operating officer, in sigla COO) è un dirigente posto alle dirette dipendenze dell'amministratore delegato.
Ha responsabilità di coordinamento e ottimizzazione delle attività operative e progettuali di un'azienda, al fine di renderle più efficaci e funzionali per il business.

## Nel mondo

### Stati Uniti d'America
Nelle imprese statunitensi il COO porta sovente anche il titolo di president o di executive vicepresident (EVP) della società.

### Italia
Nelle imprese italiane il titolo di direttore operativo è usato raramente poiché il manager in questione porta di solito il titolo di direttore generale (che in altri paesi designa, invece, il capo azienda).

### Francia
Nelle imprese francesi il direttore operativo porta solitamente il titolo di directeur général délégué (direttore generale delegato), mentre il titolo di directeur général (direttore generale) o président-directeur général (presidente-direttore generale) è attribuito al capo azienda.